# Sebastian Krämer

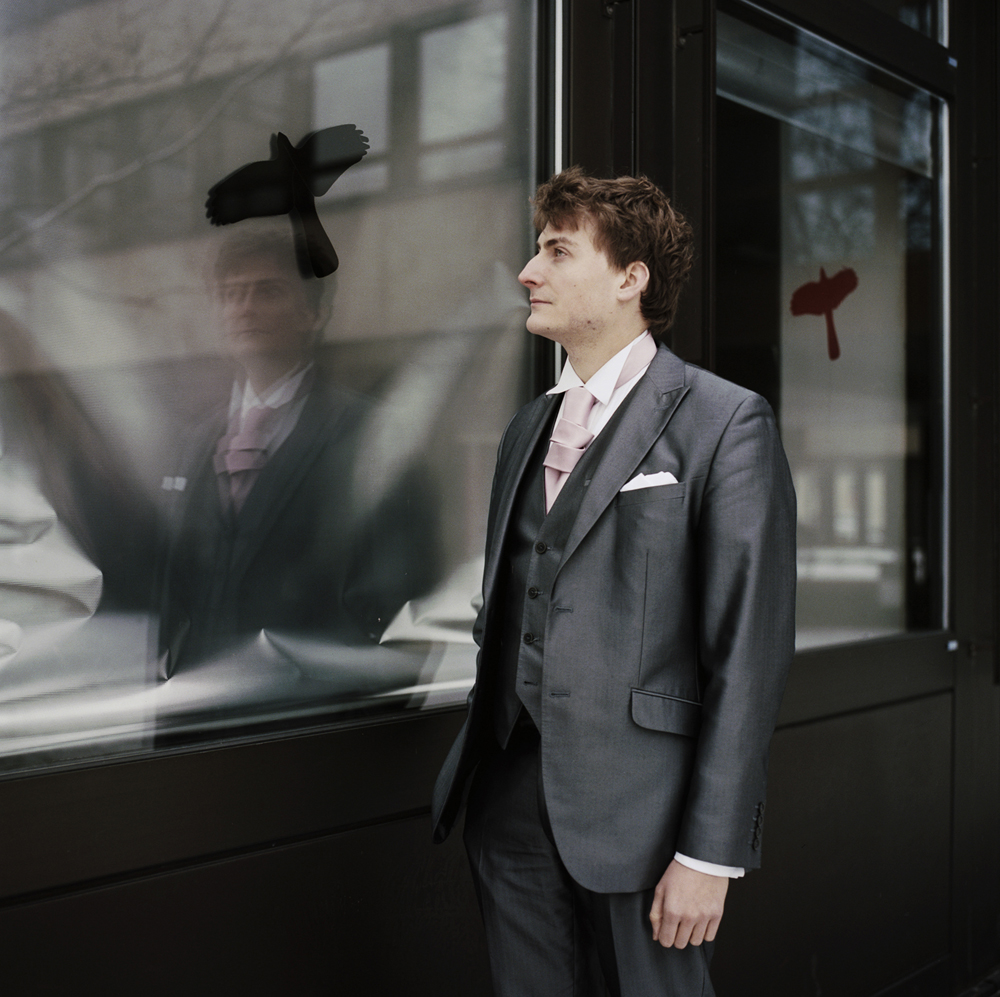
Sebastian Krämer (Akademie der Sehnsucht, 2011)

Sebastian Krämer (* 23. Dezember 1975 in Bad Oeynhausen) ist ein deutscher Chansonnier / Liedermacher.

## Leben
Sebastian Krämer, jüngster Sohn eines Gymnasiallehrers und mütterlicherseits ein Enkel von Nicolai Hartmann, wuchs im lippischen Kalletal auf. Am Weser-Gymnasium Vlotho erhielt er das Abitur. Er nahm 1991 und 1993 erfolgreich am Treffen Junger Autoren teil und 1992, 1993 und 1994 am Treffen Junge Musik-Szene. Von 1992 bis 1995 gastierte er mit seinen ersten Kabarettprogrammen im Theatercafé Freiburg. 1996 zog Krämer nach Berlin, wo er mittlerweile regelmäßig im Scheinbar-Varieté, im Zebrano-Theater, im Grünen Salon der Volksbühne und auf diversen Lesebühnen zu sehen ist. Im Fernsehen war er in Comedy-Formaten wie NightWash zu erleben und in den Kabarettsendungen Mitternachtsspitzen, Neues aus der Anstalt und Ottis Schlachthof zu Gast.
Bei den deutschsprachigen Poetry-Slam-Meisterschaften konnte Krämer 2001 und 2003 jeweils den Einzel-Wettbewerb für sich entscheiden. Seinen eigenen Poetry Slam im Berliner Scheinbar-Varieté veranstaltete er erstmals im November 2002 und moderierte ihn bis Februar 2008 monatlich gemeinsam mit Marco Tschirpke. Unter der Regie von Richard Rogler entstand im selben Jahr das Duo Ars Flokati (Sebastian Krämer, Hagen Damwerth), das drei Wochen im Kölner Senftöpfchen gastierte. 2003 gewann Krämer beim Bundeswettbewerb Gesang in der Sparte Chanson den ersten Preis. 2009 wurde er in Mainz mit dem Deutschen Kleinkunstpreis in der Sparte Musik/Lied/Chanson ausgezeichnet. Im Dezember 2009 trat er zusammen mit Marco Tschirpke am Arosa Humor-Festival auf.
Krämer ist auch Vorbild für an Poesie interessierte Jugendliche, die an seinem Beispiel sehen, dass gerade auch männliche Poeten über Gefühle sprechen können und dass Poesie, deren Bild sich in den letzten Jahrzehnten ändert, auch heiter, verspielt und versponnen sein kann. Als Krämer noch im Bereich Poetry Slam tätig war, zeigte er den Reiz auch avantgardistischer Kunstrichtungen – dass immer etwas Neues erfunden und gezeigt werden kann. So brachte er einmal einen Laptop mit zu einem Slam oder organisierte Teamvorträge. Bei aller Betonung der Innovation sind aber auch Verbindungen zur Tradition Teil von Krämers Werk, für den Poetry Slam „eine Hoffnung darstellt im Kampf gegen den allgemeinen Sprachabbau“. Sebastian Krämer ist zudem regelmäßiger Gastdozent in der Celler Schule.
Das Werk Krämers lässt sich schwer in ein Genre einordnen. Seine Themen erscheinen nicht politisch, sondern beschäftigen sich eher mit dem Alltäglichen und dem Skurrilen. Wobei seinen Liedern fast immer etwas Philosophisches innewohnt. So besingt er das Flair von Berlin – aber auch ein eigenes Älterwerden – in Hundert Schritte. Er selbst sieht sich als Chansonnier in der Liedermacher-Tradition von Christof Stählin. Sein 25-jähriges Bühnenjubiläum feierte er mit Vergnügten Elegien.

## Diskografie
Alben
- 1997: Wird nicht mehr passieren
- 1999: Wie erklärt man einem Blinden laut und leise?
- 2000: Mein Kanarienvogel hat zugeschaut
- 2002: Ständige Staubsaugervertretung
- 2004: Ein Freund großer Worte – Sebastian Krämer singt
- 2004: Ein Freund großer Worte – Sebastian Krämer spricht
- 2006: Sebastian Krämers Schule der Leidenschaft
- 2006: Ich 'n Lied – du 'n Lied (mit Marco Tschirpke)
- 2008: Schlaflieder zum Wachbleiben
- 2010: Deutschlehrer (Single-CD mit DVD)
- 2011: Akademie der Sehnsucht (Doppel-CD)
- 2013: Tüpfelhyänen oder Die Entmachtung des Üblichen
- 2015: Lieder wider besseres Wissen
- 2018: 25 Lieder aus 25 Jahren
- 2018: Vergnügte Elegien
- 2020: Liebeslieder an deine Tante

DVD
- 2008: Sebastian Krämers Schule der Leidenschaft
- 2011: Deutschlehrer

## Auszeichnungen
- 1991, 1993: Einladung zum Treffen Junger Autoren
- 1992, 1993, 1994: Einladung zum Treffen Junge Musik-Szene
- 1994: Gewinner des Jugend kulturell Förderpreises in der Sparte „Kabarett“
- 1996: Kulturpreis des Landes Lippe
- 2001: Gewinner der deutschsprachigen Poetry-Slam-Meisterschaften (Einzel)
- 2003: Erster Preis beim Bundeswettbewerb Gesang in der Sparte Chanson
- 2003: Gewinner der deutschsprachigen Poetry-Slam-Meisterschaften (Einzel)
- 2004: Münsterländer Kabarettpreis „Der Kiep“
- 2005: Erster Preis beim Troubadour Chanson & Liedwettbewerb in Stuttgart
- 2008: Gewinner des Schwerter Kleinkunstpreises
- 2009: Deutscher Kleinkunstpreis in der Sparte Musik/Lied/Chanson
- 2012: Sonderpreis des Deutschen Kabarett-Preises[12]
- 2017: Die Sulzbacher Salzmühle (Hauptpreis, Publikumspreis)
- 2017: Deutscher Musikautorenpreis (Text Musikkabarett)
- 2020: Bayerischer Kabarettpreis (Musikpreis)
- 2021: Preis der Deutschen Schallplattenkritik für das Album »Liebeslieder an deine Tante«